# Filipinas nos Jogos Olímpicos de Verão de 2020
As Filipinas competem nos Jogos Olímpicos de Verão de 2020 em Tóquio. Originalmente programados para ocorrerem de 24 de julho a 9 de agosto de 2020, os Jogos foram adiados para 23 de julho a 8 de agosto de 2021, por causa da pandemia COVID-19. Desde a estreia oficial da nação em 1924, atletas filipinos participaram de todas as edições dos Jogos Olímpicos de Verão, exceto em Moscou 1980, devido ao apoio parcial ao boicote liderado pelos Estados Unidos.

## Contexto
O presidente da Federação de Futebol das Filipinas Mariano Araneta foi apontado em agosto de 2019 como chefe de missão da delegação filipina nos Jogos pelo presidente do Comitê Olímpico das Filipinas (POC) Abraham Tolentino. Araneta sucedeu Joey Romasanta, que foi apontado como chefe de missão para a mesma edição pelo antecessor Tolentino, Ricky Vargas.
A preparação da delegação foi amplamente afetada pelas restrições de viagem impostas como resposta à pandemia da COVID-19. Em relação ao fato, o empresário filipino Enrique Razon prometeu procurar vacinas da Moderna para a delegação filipina. Alguns atletas que treinavam fora das Filipinas foram vacinados nestes países. A Comissão de Esportes da Filipina, agência governamental de esportes do país, forneceu 200 milhões de pesos filipinos para a participação da nação nos Jogos.
As Filipinas tinham como meta qualificar 38 atletas para as Olimpíadas porém apenas 19 atletas conseguiram vagas.
O kit oficial da equipe das Filipinas será fornecido pela Asics, como anunciado em 7 de julho. Asics foi o mesmo fornecedor de material esportivo da nação nos Jogos do Sudeste Asiático de 2019. Durante a cerimônia de abertura, a equipe estará vestindo um barong tagalog pronto para vestir da companhia de vestuário filipina Kultura.
Em 7 de julho de 2021, foi anunciado que o atleta do salto com vara EJ Obiena e a judoca Kiyomi Watanabe seriam os porta-bandeiras da nação na cerimônia de abertura. Todavia, Obiena desistiu de ser porta-bandeira após um novo protocolo ter sido introduzido, exigindo que os porta-bandeiras estivessem em Tóquio 48 horas antes da cerimônia de abertura. Obiena deverá chegar em 23 de julho, data em que a cerimônia de abertura deverá acontecer.O boxeador Eumir Marcial foi anunciado como substituto de Obiena.

## Medalhistas
| Medalha | Nome         | Esporte        | Evento | Data        |
| ------- | ------------ | -------------- | ------ | ----------- |
| Ouro    | Hidilyn Diaz | Halterofilismo | -55 kg | 26 de julho |

## Competidores
Abaixo está a lista do número de competidores nos Jogos.
| Esporte        | Masculino | Feminino | Total |
| -------------- | --------- | -------- | ----- |
| Atletismo      | 1         | 1        | 2     |
| Boxe           | 2         | 2        | 4     |
| Ginástica      | 1         | 0        | 1     |
| Golfe          | 1         | 2        | 3     |
| Halterofilismo | 0         | 2        | 2     |
| Judô           | 0         | 1        | 1     |
| Natação        | 1         | 1        | 2     |
| Remo           | 1         | 0        | 1     |
| Skate          | 0         | 1        | 1     |
| Taekwondo      | 1         | 0        | 1     |
| Tiro           | 1         | 0        | 1     |
| Total          | 9         | 10       | 19    |

## Atletismo
Os seguintes atletas filipinos conquistaram marcas de qualificação, pela marca direta ou pelo ranking mundial, nos seguintes eventos de pista e campo (até o máximo de três atletas em cada evento):
Eventos de pista e estrada
| Atleta               | Evento         | Eliminatória | Eliminatória | Semifinal | Semifinal | Final     | Final   |
| Atleta               | Evento         | Resultado    | Posição      | Resultado | Posição   | Resultado | Posição |
| -------------------- | -------------- | ------------ | ------------ | --------- | --------- | --------- | ------- |
| Kristina Marie Knott | 200 m feminino |              |              |           |           |           |         |

Eventos de campo
| Atleta    | Evento                   | Qualificação | Qualificação | Final     | Final   |
| Atleta    | Evento                   | Distância    | Posição      | Distância | Posição |
| --------- | ------------------------ | ------------ | ------------ | --------- | ------- |
| EJ Obiena | Salto com vara masculino |              |              |           |         |

Legenda: Q = Qualificado para a próxima fase - q = Qualificado para a próxima fase como o perdedor mais rápido ou, em eventos de campo, pela posição sem atingir o alvo para qualificação - NR = Recorde nacional - N/A = Fase não aplicável para o evento - Bye = Atleta não precisou disputar aquela fase

## Boxe
As Filipinas inscreveram quatro boxeadores (dois por gênero) para o torneio olímpico. O medalhista de prata do Mundial de 2019 Eumir Marcial (peso médio masculino) e a vice-campeã dos Jogos do Sudeste Asiático de 2019 Irish Magno (peso mosca feminino) garantiram vagas em suas respectivas categorias de peso, com o primeiro avançando às semifinais e a última conquistando um triunfo no desempate, durante o Torneio da Ásia e Oceania de Qualificação de 2020 em Amã, Jordânia. A campeã mundial Nesthy Petecio (peso pena feminino) e Carlo Paalam (peso mosca masculino) completaram a lista da nação por liderarem a lista de boxeadores elegíveis da Ásia e Oceania em suas respectivas categorias de peso no Ranking da Força-tarefa do COI.
| Atleta         | Evento           | Fase de 32           | Oitavas-de-final     | Quartas-de-final     | Semifinais           | Final                | Final   |
| Atleta         | Evento           | Adversário Resultado | Adversário Resultado | Adversário Resultado | Adversário Resultado | Adversário Resultado | Posição |
| -------------- | ---------------- | -------------------- | -------------------- | -------------------- | -------------------- | -------------------- | ------- |
| Carlo Paalam   | -52 kg masculino |                      |                      |                      |                      |                      |         |
| Eumir Marcial  | -75 kg masculino |                      |                      |                      |                      |                      |         |
| Irish Magno    | -51 kg feminino  |                      |                      |                      |                      |                      |         |
| Nesthy Petecio | -57 kg feminino  |                      |                      |                      |                      |                      |         |

## Ginástica

### Artística
As Filipinas inscreveram um ginasta artístico para a competição olímpica pela primeira vez desde 1968. Carlos Yulo garantiu uma vaga no individual geral e nos eventos por aparelhos após liderar a lista de doze ginastas elegíveis para qualificação no Campeonato Mundial de Ginástica Artística de 2019 em Stuttgart, Alemanha. Ele foi o primeiro filipino nascido nos anos 2000 a se qualificar para as Olimpíadas.
Masculino
| Atleta      | Evento           | Qualificação | Qualificação | Qualificação | Qualificação | Qualificação | Qualificação | Qualificação  | Qualificação  | Final    | Final    | Final    | Final    | Final    | Final    | Final         | Final         |
| Atleta      | Evento           | Aparelho     | Aparelho     | Aparelho     | Aparelho     | Aparelho     | Aparelho     | Classificação | Classificação | Aparelho | Aparelho | Aparelho | Aparelho | Aparelho | Aparelho | Classificação | Classificação |
| Atleta      | Evento           | So           | CA           | Ar           | SC           | BP           | BF           | Total         | Pos.          | So       | CA       | Ar       | SC       | BP       | BF       | Total         | Pos.          |
| ----------- | ---------------- | ------------ | ------------ | ------------ | ------------ | ------------ | ------------ | ------------- | ------------- | -------- | -------- | -------- | -------- | -------- | -------- | ------------- | ------------- |
| Carlos Yulo | Individual geral |              |              |              |              |              |              |               |               |          |          |          |          |          |          |               |               |

## Golfe
As Filipinas inscreveram três golfistas (um homem e duas mulheres) para o torneio olímpico. Juvic Pagunsan (no. 216), Yuka Saso (no. 8), e Bianca Pagdanganan (no. 165) qualificaram diretamente entre os 60 golfistas elegíveis para seus respectivos eventos baseado no Ranking Mundial da IGF. 
| Atleta             | Evento    | Rodada 1  | Rodada 2  | Rodada 3  | Rodada 4  | Total     | Total | Total   |
| Atleta             | Evento    | Resultado | Resultado | Resultado | Resultado | Resultado | Par   | Posição |
| ------------------ | --------- | --------- | --------- | --------- | --------- | --------- | ----- | ------- |
| Juvic Pagunsan     | Masculino |           |           |           |           |           |       |         |
| Bianca Pagdanganan | Feminino  |           |           |           |           |           |       |         |
| Yuka Saso          | Feminino  |           |           |           |           |           |       |         |

## Halterofilismo
As Filipinas inscreveram duas halterofilistas para a competição olímpica. A medalhista de prata da Rio 2016 Hidilyn Diaz terminou em segundo entre as oito melhores atletas da categoria 55 kg, baseado no Ranking Absoluto Mundial da IWF, com a estreante Elreen Ando liderando o ranking de halterofilistas da Ásia based baseado no Ranking Absoluto Continental da IWF.
| Atleta       | Evento | Arranque  | Arranque | Arremesso | Arremesso | Total | Posição |
| Atleta       | Evento | Resultado | Posição  | Resultado | Posição   | Total | Posição |
| ------------ | ------ | --------- | -------- | --------- | --------- | ----- | ------- |
| Hidilyn Diaz | -55 kg |           |          |           |           |       |         |
| Elreen Ando  | -64 kg |           |          |           |           |       |         |

## Judô
As Filipinas inscreveram uma judoca para a categoria até 63 kg feminino nas Olimpíadas. Kiyomi Watanabe aceitou uma vaga continental da Ásia como a judoca de melhor ranking da nação fora da posição de qualificação direta pelo Ranking Mundial da IJF World Ranking de 28 de junho de 2021.
| Kiyomi Watanabe | -63 kg feminino |  |  |  |  |  |  |  |

## Natação
As Filipinas receberam um convite universal da FINA para enviar dois nadadores de melhor ranking (um por gênero) em seus respectivos eventos individuais para as Olimpíadas, com base no Sistema de Pontos FINA de 28 de junho de 2021.
| Atleta      | Evento                        | Bateria | Bateria | Semifinal | Semifinal | Final | Final   |
| Atleta      | Evento                        | Tempo   | Posição | Tempo     | Posição   | Tempo | Posição |
| ----------- | ----------------------------- | ------- | ------- | --------- | --------- | ----- | ------- |
| Luke Gebbie | 50 metros livre masculino     |         |         |           |           |       |         |
| Luke Gebbie | 100 metros livre masculino    |         |         |           |           |       |         |
| Remedy Rule | 100 metros borboleta feminino |         |         |           |           |       |         |
| Remedy Rule | 200 metros borboleta feminino |         |         |           |           |       |         |

## Remo
Pela primeira vez desde 2000, as Filipinas qualificaram um barco no skiff simples masculino para os Jogos, após ficarem em terceiro na final B e garantir a quarta de cinco vagas disponíveis na Regata de Qualificação Olímpica da Ásia e Oceania de 2021 em Tóquio, Japão.
| Atleta        | Evento                  | Eliminatórias | Eliminatórias | Repescagem | Repescagem | Quartas-de-final | Quartas-de-final | Semifinais | Semifinais | Final | Final   |
| Atleta        | Evento                  | Tempo         | Posição       | Tempo      | Posição    | Tempo            | Posição          | Tempo      | Posição    | Tempo | Posição |
| ------------- | ----------------------- | ------------- | ------------- | ---------- | ---------- | ---------------- | ---------------- | ---------- | ---------- | ----- | ------- |
| Cris Nievarez | Skiff simples masculino |               |               |            |            |                  |                  |            |            |       |         |

Legenda de Qualificação: FA=Final A (medalha); FB=Final B; FC=Final C; FD=Final D; FE=Final E ; FF=Final F; SA/B=Semifinais A/B; SC/D=Semifinais C/D; SE/F=Semifinais E/F; QF=Quartas-de-final; R=Respecagem

## Skate
As Filipinas inscreveram uma skatista para as Olimpíadas. A campeã dos Jogos Asiáticos Margielyn Didal foi automaticamente selecionada entre as 16 skatistas do street feminino baseado no ranking olímpico da World Skate Olympic Rankings de 30 de junho de 2021.
| Atleta          | Evento          | Qualificação | Qualificação | Final     | Final   |
| Atleta          | Evento          | Resultado    | Posição      | Resultado | Posição |
| --------------- | --------------- | ------------ | ------------ | --------- | ------- |
| Margielyn Didal | Street feminino |              |              |           |         |

## Taekwondo
As Filipinas inscreveram um atleta para a competição olímpica do taekwondo. Kurt Barbosa garantiu a vaga na categoria até 58 kg após terminar entre os dois primeiros do Torneio Asiático de Qualificação Olímpica em Amã, Jordânia.
| Atleta       | Evento           | Oitavas-de-final     | Quartas-de-final     | Semifinais           | Repescagem           | Final / BM           | Final / BM |
| Atleta       | Evento           | Adversário Resultado | Adversário Resultado | Adversário Resultado | Adversário Resultado | Adversário Resultado | Posição    |
| ------------ | ---------------- | -------------------- | -------------------- | -------------------- | -------------------- | -------------------- | ---------- |
| Kurt Barbosa | −58 kg masculino |                      |                      |                      |                      |                      |            |

## Tiro
As Filipinas ganharam um convite da ISSF para enviar Jayson Valdez na carabina masculina para as Olimpíadas, contanto que a marca de qualificação mínima (MQS) fosse preenchida até 6 de junho de 2021, marcando o retorno da nação ao esporte pela primeira vez desde Londres 2012.
| Atleta        | Evento                        | Qualificação | Qualificação | Final  | Final   |
| Atleta        | Evento                        | Pontos       | Posição      | Pontos | Posição |
| ------------- | ----------------------------- | ------------ | ------------ | ------ | ------- |
| Jayson Valdez | Carabina de ar 10 m masculino |              |              |        |         |